# Хиљаду ратних дана шеснаесте
Хиљаду ратних дана шеснаесте је српски документарни филм који прати ратни пут 16. крајишке моторизоване бригаде Војске Републике Српске. Режирао га је новинар Драган Стегић.
Занимљив је као историјски документ јер путем документарних снимака које коментарише наратор Милан Хајдуковић, прати активности припадника 16. крајишке моторизоване бригаде Војске Републике Српске на терену до 1994. Филм је направљен у копродукцији Српске радио-телевизије (студио у Бањој Луци), данашње Радио-телевизије Републике Српске и Прес центра Првог крајишког корпуса Војске Републике Српске. Завршен је на Видовдан 28. јуна 1994.